# Lobèlia

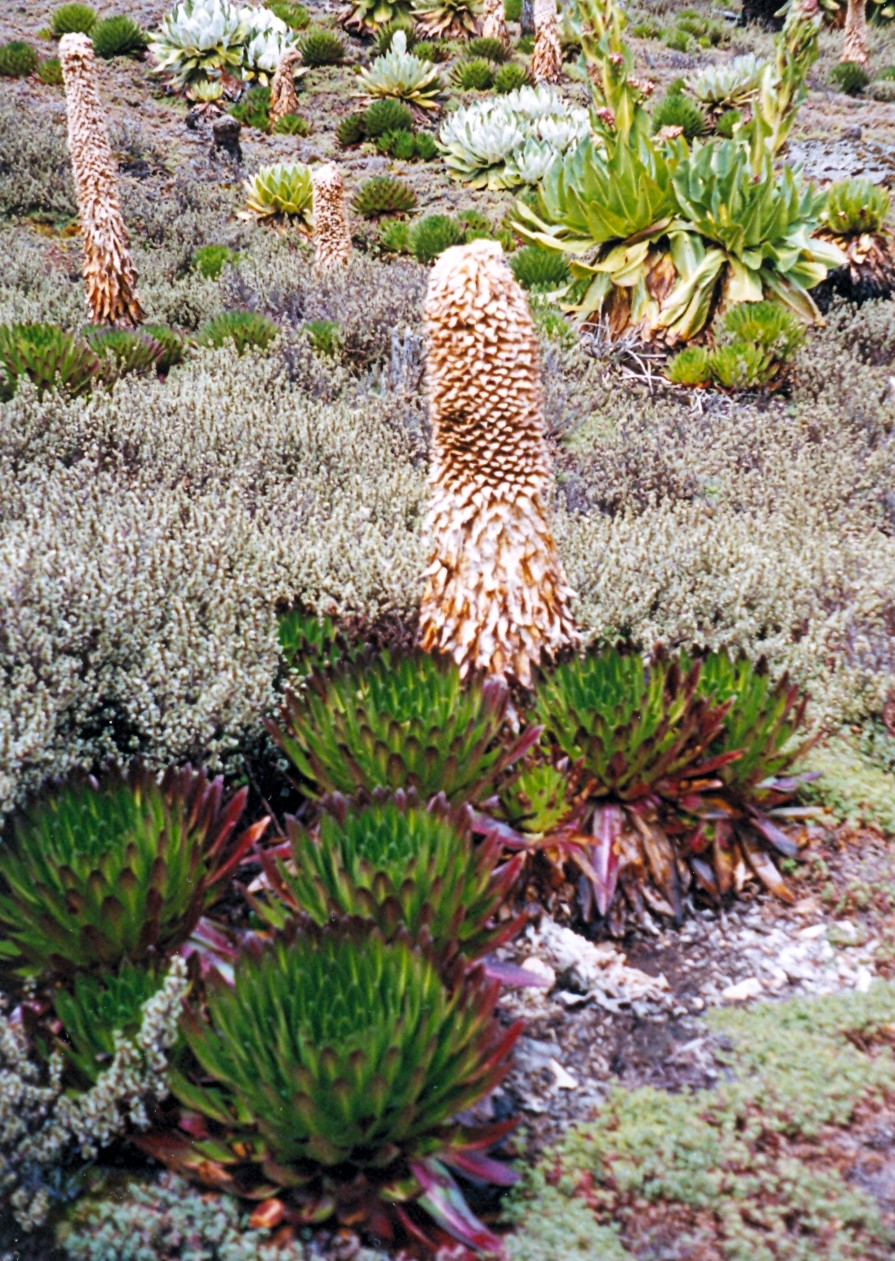
Lobèlies gegants (Lobelia deckenii subsp. keniensis) al Mont Kenya.

Lobèlia (Lobelia) és un gènere de plantes amb flor de la família de les campanulàcies.
El nom del gènere prové del nom del botànic flamenc Matías de L'Obel (1538-1616).
Moltes espècies són plantes medicinals. La Lobelia siphilitica i la Lobelia cardinalis s'empraven tradicionalment com a cura contra la sífilis.
La Lobelia chinensis (bàn biān lián, 半边莲), és una de les 50 herbes fonamentals de la medicina tradicional xinesa.

## Taxonomia
- Lobelia aberdarica R.E.Fr. & T.C.E.Fr.
- Lobelia anceps L.f.
- Lobelia assurgens L.
- Lobelia berlandieri A.DC.
- Lobelia canbyi A.Gray
- Lobelia cardinalis L.
- Lobelia chinensis Lour.
- Lobelia deckenii Mabb 
  - Lobelia deckenii subsp. keniensis Mabb
- Lobelia dortmanna L.
- Lobelia erinus L.
- Lobelia flaccidifolia Small
- Lobelia gaudichaudii A.DC.
- Lobelia gibberoa Hemsl.
- Lobelia inflata L. - tabac indi
- Lobelia laxiflora Kunth
- Lobelia leschenaultiana (C.Presl) Skottsb.
- Lobelia monostachya (Rock) Lammers
- Lobelia nicotianifolia Roem. & Schult.
- Lobelia niihauensis H.St.John
- Lobelia oahuensis Rock
- Lobelia persicifolia Lam.
- Lobelia pyramidalis Wall.
- Lobelia rhombifolia de Vriese
- Lobelia rosea Wall. ex Roxb.
- Lobelia sessilifolia Lamb.
- Lobelia siphilitica L.
- Lobelia spicata Lam.
- Lobelia telekii Schweinf
- Lobelia tenuior R.Br.
- Lobelia tupa L.
- Lobelia urens L. - lobèlia urticant
- Lobelia yuccoides Hillebr.
- Lobelia zeylanica L.

## Galeria

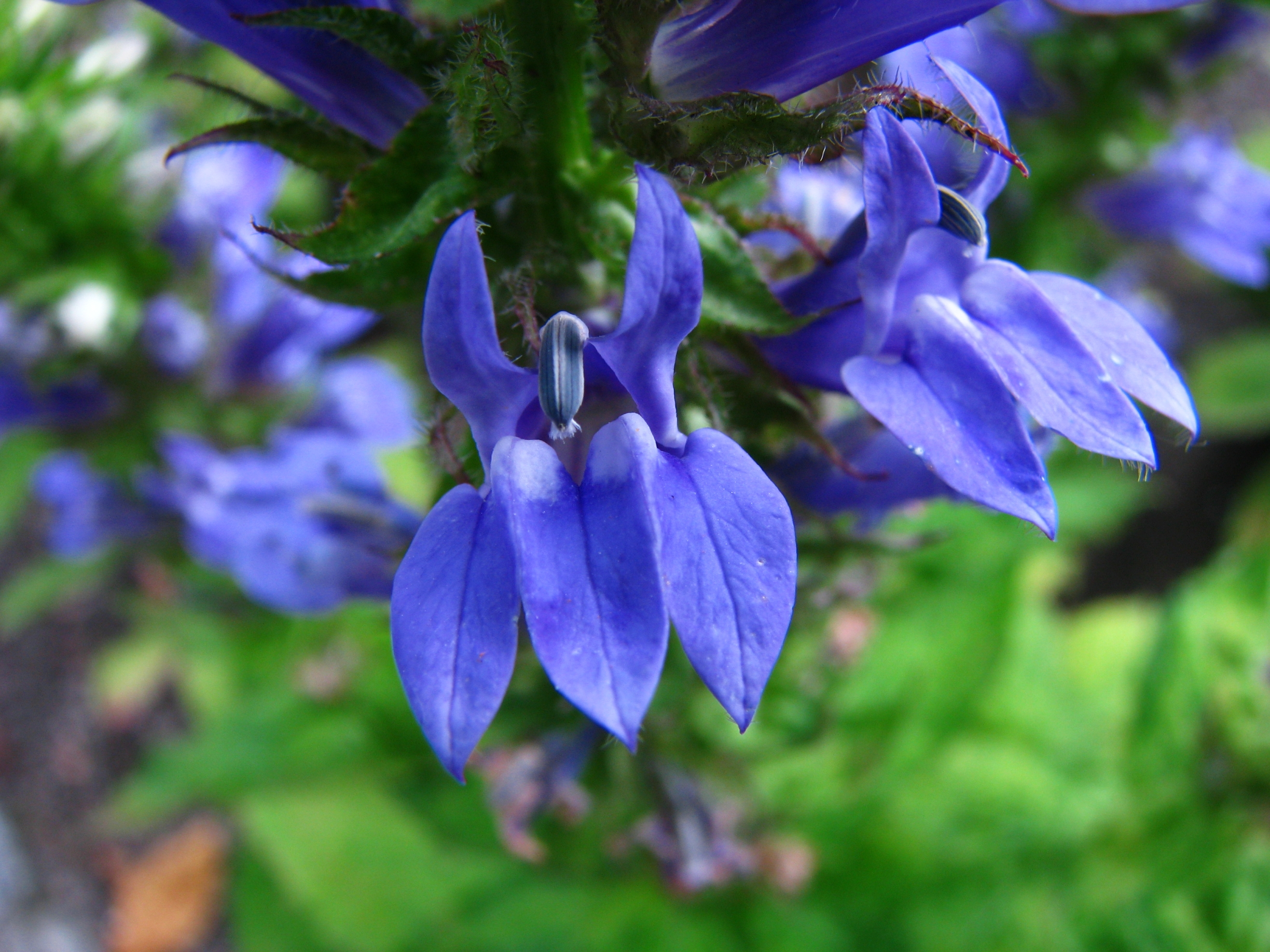
Lobelia siphilitica
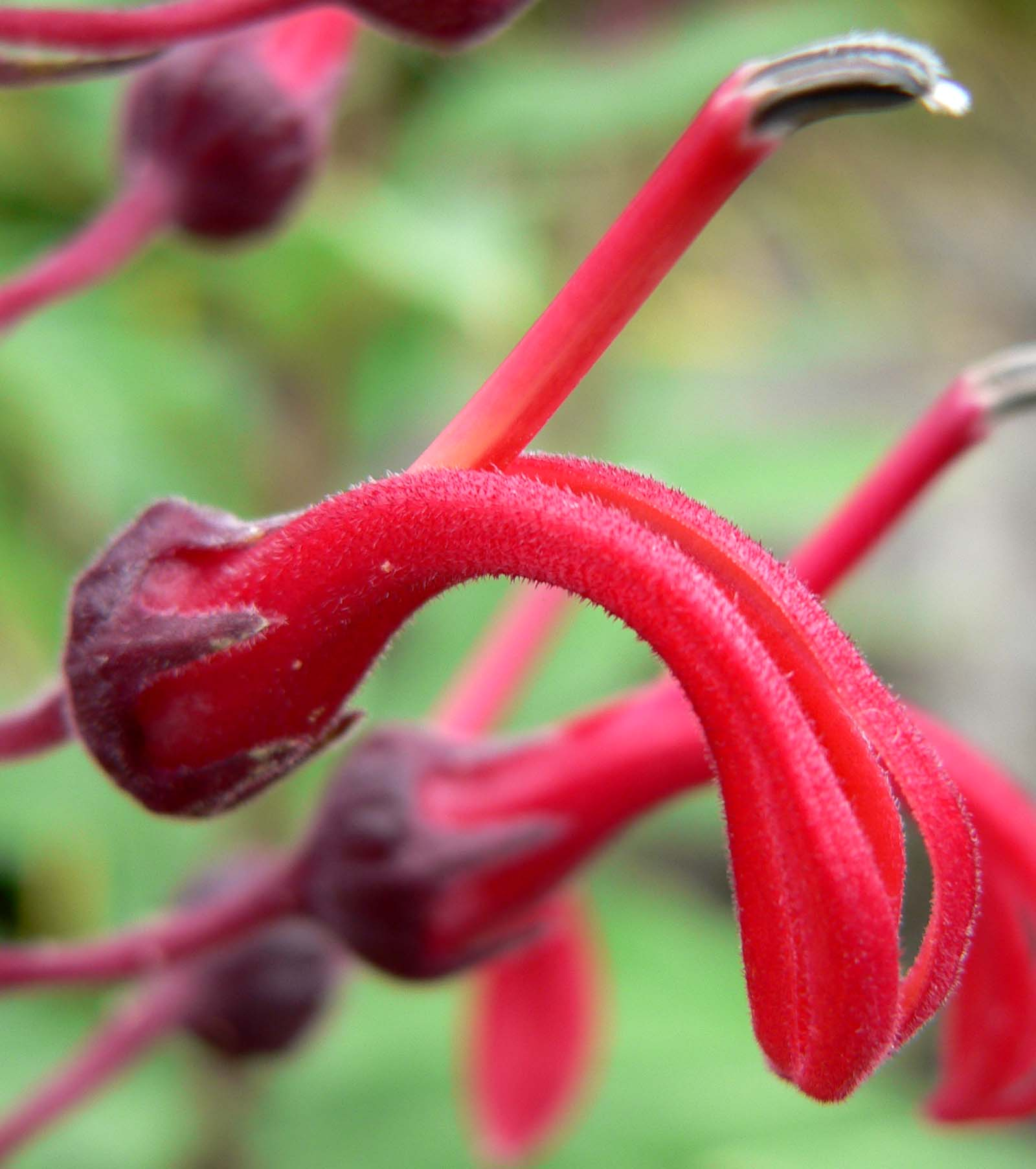
Lobelia tupa
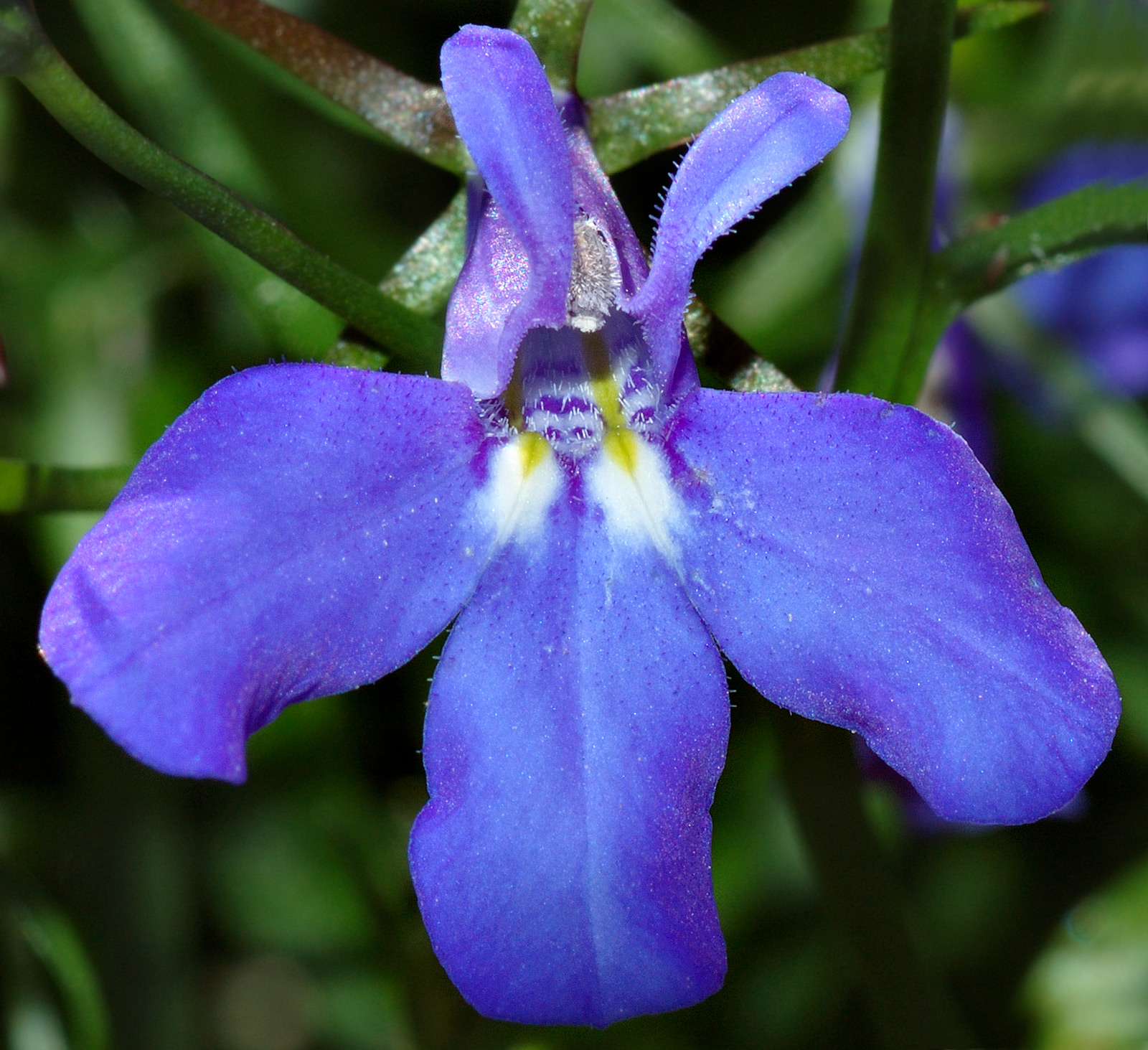
Lobelia erinus
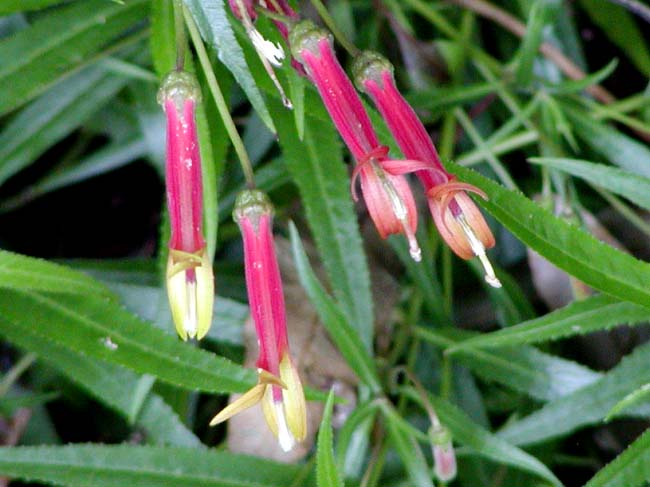
Lobelia laxiflora